# Викарди, Анджело
Анджело Викарди (Меленьяно, 9 октября 1936 года — 1 января 2006 года) — итальянский гимнаст.

## Спортивные достижения
В 1959 году Анжело Викарди был абсолютным чемпионом Италии.
Он завоевал бронзовую медаль с мужской сборной Италии в составе Франко Меникелли, Джованни Карминуччи, Паскуале Карминуччи, Орландо Польмонари и Джанфранко Марцолла на летних Олимпийских играх 1960 года в Риме.
В индивидуальных соревнованиях на Олимпийских играх занял 24 место.
На IV Средиземноморских играх в Неаполе в 1963 году завоевал золотую медаль в командных соревнованиях и бронзовую медаль в соревнованиях на брусьях и на коне.
На Олимпийских играх в Токио (1964) Викарди занял сорок второе место в индивидуальных соревнованиях.
Умер в 2006 году в возрасте 69 лет.